# 蜜蜂 (クルアーン)

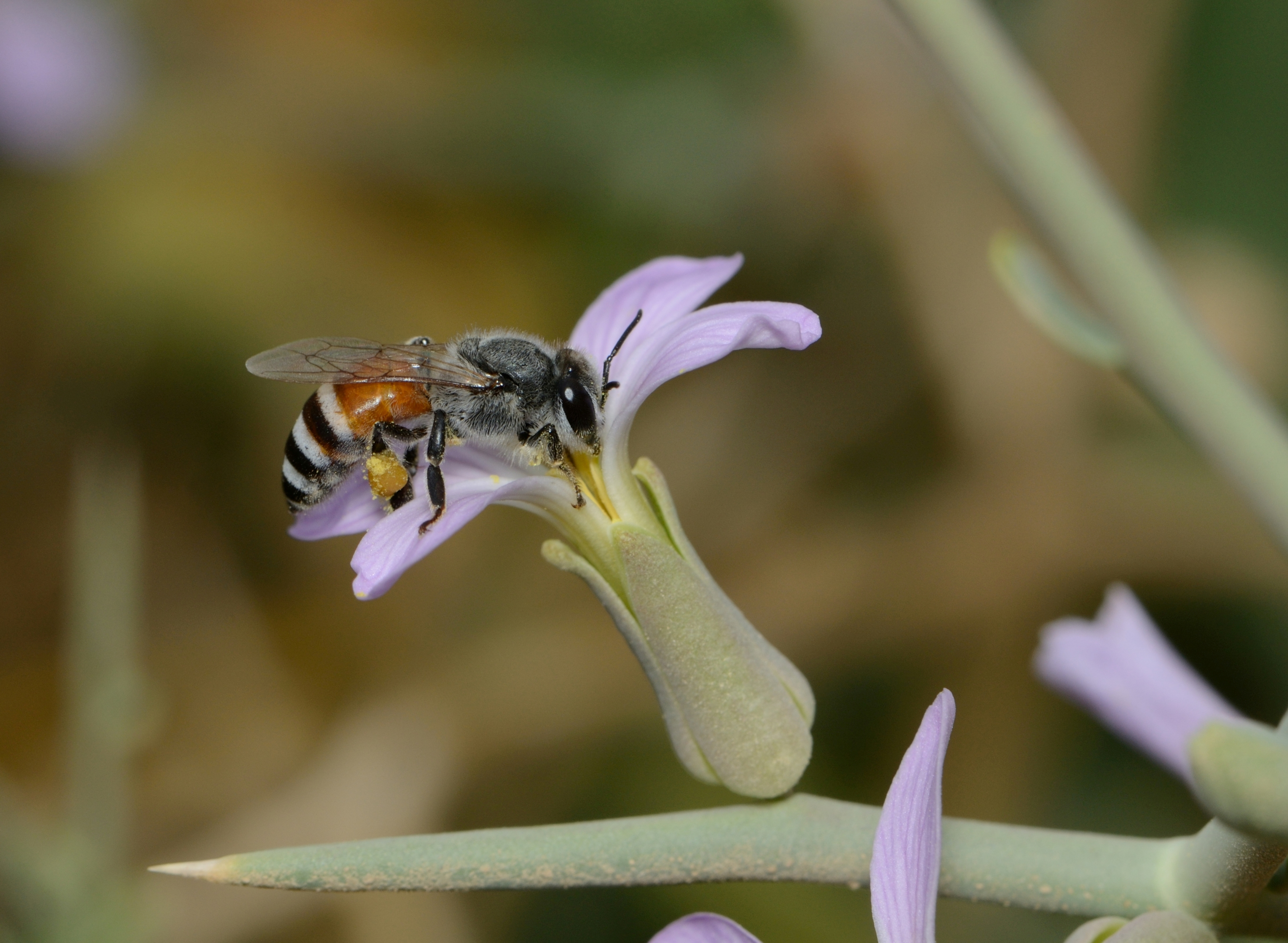
働く蜜蜂

『蜜蜂』（みつばち、アラビア語: النحل UNGEGN式: An-Nahl アン・ナフル）は、アル・クルアーン（コーラン）における第16番目のスーラである。本章では、神への賛美、背信者への警告の他、人間の営みに関して、具体的に指示がある。蜜蜂に関して言及がある節は、68節と69節である。蜜蜂が出す蜜は人間の薬となり、神の御しるしがある。50節はサジダ節である。

## 主な内容

### 神による創造物
天地創造に関する節
- 神は天地創造をした。 - 3節

人間に関する節
- 神は精液から人々を造った。 - 4節
- 神は人々を母胎から誕生させ、知覚を与えた。人々がそのことで神に感謝してくれればよいと、神は望んだ。 - 78節

家畜に関する節
- 神は人間のために家畜を創造した。人間は家畜で暖まることができるし、用途がいろいろで、食用にもなる。家畜は美しい。人間が行くのが困難な国へ、家畜は重い荷を運ぶのだから、神はやさしいし慈悲深い。馬、ラバ、ロバ、これらは、人間の乗用であり飾りである。神は他にも人間が知らないものをいろいろ造った。 - 5節から8節

天体、雨に関する節
- 神が天から降らせた雨は、人間の飲み水になり、家畜の飼料用の樹木を育て、人間のための穀物、オリーブ、ナツメヤシ、葡萄、その他のあらゆる果実を育てる。この中には、神の御しるしがある。神による昼と夜、太陽と月、星たち、それらの働きは、神の御しるしがある。地上に造ったいろいろなものも、神の御しるしがある。神が降らせる雨で、大地が復活するのも、神の御しるしである。 - 10節から13節、65節

海、大地、道、星に関する節
- 神は海を造って、人間が魚を食べたり、装飾品を採集できるようにした。神による恩恵を運ぶ船が海を行くのを見て、人間は神に感謝する。 - 14節
- 神は大地が揺れないように大地の上に山を造った。さらに川や道を造り、それらの川、道、いろいろの道案内、星は、人間を正しい方向へ導く。正しい道は神が示す。曲がった道もある。神がその気を起こせば、みんな正しい道に導く。 - 9節、15節、16節

### 人間の営み
現世でのよいことに関する節
- 善行の者は、現世でもよいことがある。敬虔な人々は、「よい物を神が与えてくださった。」と神に答える。来世の住まいはもっとよい。 - 30節
- 迫害を受けて、神のために移住する者に、神は現世でもよい住居を与え、来世はさらによい。その移住者は、神に頼り、耐え忍ぶ者である。 - 41節、42節

サジダに関する節
- 神による創造物が、影を右に左に、神にサジダ[2]する。天地の全てのものが、サジダし、天使たちもサジダする。決して高慢ではない。 - 48節、49節
- 上なる主を畏れ、御命令を実行する。 - 50節[2]

女児出産に関する節
- 生まれた子供が女児であった場合に、悲むこと、人目を避けること、恥を忍んで生かしておくか土に埋めるかと考えることは、悪いことである[3]。 - 58節、59節

乳、ナツメヤシ、葡萄に関する節
- 神は、家畜の腹にある食べ物と血液[4]の中間から乳を造って、人間に飲ませている。乳は清らかである。乳は、のどを心地よく滑り行く。 - 66節
- ナツメヤシと葡萄から、人間は強い飲み物[5]や食品を作る。それは神の御しるしである。 - 67節

蜜蜂に関する節
- 神は蜜蜂に言った、「山を、木を、人間が蜜蜂のために建てた物を、住居とせよ。あらゆる果実を吸い、神の道に働け。」 - 68節、69節
- 蜜蜂の腹から、人間の薬になる様々な色の飲み物が出る。それは神の御しるしである。 - 69節

寿命に関する節
- 神は人間を召し寄せる。知っていることを忘れる老年まで留められる人間もいる。神は全能で何でも知っている。 - 70節

配偶者、子、孫に関する節
- 神は配偶者を定め、子や孫を授け、その他いろいろなよいものを与える。 - 72節

鳥に関する節
- 神に操作されて、鳥は空を飛ぶ。鳥を支えているのは、神である。それは神の御しるしである。 - 79節

衣服と住居に関する節
- 神は人間に家を与えた。神は家畜の皮で天幕を造った。羊毛、ラクダの毛、山羊の毛で、衣服や日用品を造った。断熱の効果がある衣服や、互いの暴力を防ぐ衣服も造った。創造物により日陰を造った。山々に避難所を造った。 - 80節、81節

行為に関する節    
- 神は公正と善行、近親者への与えを命令し、淫乱、醜行、悪行を、禁止する。 - 90節
- 神との誓約は遂行し、破ってはいけない。一方の集団が優勢になった場合でも、誓約を集団同士の術策にしてはならない。神はそうやって人間を試している。復活の日には論争がはっきりする。神がその気になれば集団は、ひとつになる。誓約は、売り飛ばすようなことをしてはいけない。神のところに最善のものがある。 - 91節から95節
- 耐え忍ぶ者には報酬がある。善行の男女には、よい生涯を与え、報酬がある。 - 96節、97節

アル・クルアーンに関する節
- 神は、神の唯一性を警告するために、天使に息吹（いぶき）[6]を持たせた。 - 2節
- 神は、あらゆることを解明するために、信仰者の導き、恩寵（おんちょう）、慈悲、福音のために啓典を下した。 - 64節、89節
- アル・クルアーンを読誦するときは、シャイターンを受け付けないように、神の御加護を祈れ。 - 98節
- 神に頼る信仰者に対して、シャイターンは無効である。シャイターン崇拝者や、神以外を崇拝する者に対して、シャイターンの力が及ぶ。 - 99節、100節
- 神がある1節を変更すると[7]、「捏造（ねつぞう）だ。」と言う者たちがいるが、そういう者たちは分かっていない。言ってやるとよい、「信仰者を強固にし、導き、福音のために、神のところからルーフ・アル・クドゥス[8]が持って来たのだ。」 - 101節、102節
- 「人間が教えただけだ。」という者たちがいる[9]。しかしその示唆された人間の言葉は外国語であり、こちらはアラビア語である。神の御しるしを信じない者たちのほうが嘘の捏造者であり、痛烈な罰が下る。 - 103節、104節、105節

背信者に関する節
- 神を信仰してから後になって背信する者には、罰がある。ただし、心では信仰しており、背信が無理強いだった場合は除く。 - 106節
- 背信行為は、来世よりも現世の生活を愛しているからだ。背信者は、心、耳、目を、神に封じられた無頓着の者。来世で失敗するのは、疑いない。 - 107節、108節、109節
- しかし、迫害の後、移住して、奮闘努力し、我慢して耐え忍んだ者には、神はその後、寛容で慈悲深い。その日[10]、人々は現世の行為に応じて処せられる。 - 110節、111節

正当な物とタブーに関する節
- 神が授けた正当な物を食べ、神の恵みに感謝しなければいけない。 - 114節
- 死肉、血、ブタ肉、神の名を唱えないで屠殺（とさつ）された物、これらは禁止する。ただし、欲望や背信ではなく無理強いされた場合は、神は寛容で慈悲深い。 - 115節
- 正当な物とタブーを、神に対して捏造（ねつぞう）してはいけない。少しばかりの利益だけならばあるが、やがて痛烈な罰がある。 - 116節、117節
- 神は、以前に語ったように、ユダヤ教の信仰者たちに、タブーを設定した。それは、神による不当ではない。不当を行ったのは、その信仰者たち自身であった。 - 118節

改悛（かいしゅん）に関する節
- 無知が原因で悪事を働いた後、改悛した人々に対して、神は寛容で慈悲深い。 - 119節

イブラーヒーム（アブラハム）に関する節
- イブラーヒーム（アブラハム）は、神に忠実で、模範的な信仰者だった。彼は偶像崇拝者ではなかった。彼は神の恩恵に感謝していた。神は、現世で彼に善い物を授けた。彼は来世でも正しい人間であろう。神は、人々がイブラーヒームに従うように啓示した。 - 120節から123節

安息日に関する節
- 安息日は、これで論争した者[11]に対して設定した。安息日の可否は、審判の日に裁かれ、はっきりする。 - 124節

イスラームへの招待に関する節
- 英知と、よい忠告で、神の道[12]へ招け。最善の方法で議論せよ。神は、迷う者と導かれし者を、最もよく知っている。 - 125節

報復に関する節 
- 報復するならば、自分が受けた程度に報復せよ。ただし、もし我慢して耐え忍べるのならば、耐え忍ぶほうがいい。 - 126節
- 忍耐強く、我慢せよ。その我慢は、神によるものである。あの者たち[13]のせいで悲しむな。あの者たちの策略に悩むな。神は、敬虔な善行の人々のところに。 - 127節、128節

### 神による譬え
神は譬え（たとえ）を用いるが、神をいろいろなものに譬えてはいけない。神に対して何かを捏造（ねつぞう）してはならないのである。
- 神をいろいろなものに譬えてはいけない。 - 74節

神は譬えを用いて不信心者に警告する。
- 神は譬えを用いた。主人の所有物のような者と、神による報酬を施す者は、同じだろうか。 - 75節
- 神は譬えを用いた。生まれつき声が出ないことが原因で主人の役に立たない者と、正義の道を真直ぐに行く者は、同じだろうか。 - 76節
- 神は譬えを用いた。方々から物資が供給される、平穏な町があった。その町は神の恩恵に知らぬ顔だったので、神は町を飢餓と恐怖で覆った。人々と血を同じくする1人の使徒が遣わされたが、人々は使徒を拒否したので、悪事の最中に罰が下った。 - 112節、113節

### 神以外の信仰の対象物への言及
- 神は、その者たち[14]が同列に並べる物から超越している。 - 1節、3節

神以外の信仰の対象物は、ターグートである。神による創造物を明示したうえで、神は以下のように警告する。
- これでもおまえたち[14]は気が付かないか。神が、何も創造できない物と同じと思っているのか。 - 17節
- 神の恩恵は数えきれない。神は、隠している物も、露出している物も、知っている。 - 18節、19節、23節
- ターグートたちは、創造主ではなく、神（創造主）に創造された被造物である。ターグートたちは何も造れない。それらは死物であるから、自身がいつ呼び起こされるかも分からない。 - 20節、21節
- 神は唯一。来世を信じない者は高慢で、心が嫌がっている。神は高慢を好まない。 - 22節、23節
- 偶像崇拝者あるいは多神教徒たちの言い分は、「本当に神の御心なら[16]、我々も我々の祖先も神を崇拝しただろうし、神を無視してタブーを作ることもなかっただろう[17]。」 - 35節
- 神を信仰して、ターグートたちを避けるようにと、使徒を遣わせた。使徒の役目は伝言である。 - 35節、36節
- 二神を認めてはならず唯一の神を畏れよ。 - 51節
- 天と地にあるものは全て神に属する。神以外を畏れて（おそれて）どうするのだ。 - 52節
- その者たち[14]は、災難にあえば神に声をあげる。神が災難を除去したら、一部の者はターグートを崇拝するが、いずれ思い知るまで楽しんでおくがいい。また、神が授けた糧（かて）をターグートに供えた件で、詰問を受けるであろう。 - 53節から56節
- また、その者たち[14]は、神に娘たちがいると言う。自分たちは欲しがるものがあるくせに[3]。 - 57節
- 神が以前にも使徒を遣わせたにも拘らず（かかわらず）、シャイターンは、人々[14]に、自分たちの行為を立派なものと思わせ、今もそういう人々の保護者となっている。その人々には痛烈な罰が下る。 - 63節
- 神は人間に貧富の差をつけた。しかし、富の分配により平等になろうとしない。神の恩恵を信じないのか。天と地から何も与えないターグートを崇めるのか。 - 71節、72節、73節

最後の審判のとき、偶像崇拝者あるいは多神教徒たちはターグートたちを見かけて、自分たちはそのターグートたちを崇拝していたのだと神に告白するが、ターグートたちはそれを否定する。
- ターグートたちを神に並べて崇拝していた人間たちは、「神よ、これです、私たちが神を差し置いて崇拝していたのは。」と、このように言う。しかし、ターグートたちは、「いや、おまえたちは嘘つきだ。」と言う。その人間たちは神に服従し、ターグートは消え去る。 - 86節、87節

### 時間概念としての最後の審判
77節の、時の決定というのは最後の審判のことである。最後の審判の到来は一瞬、あるいはもっと短い間隔であることが、時間概念として語られる。
- 天と地の不可視のものは、神に属する。時の決定は、瞬き（まばたき）一つの間、あるいはもっと短い。神は全能。 - 77節

## アラビア語による『蜜蜂』全文
アル・クルアーン第16章 『النحل （蜜蜂）』